# イコマエイカン
イコマエイカンとは、日本の競走馬、繁殖牝馬である。競走馬としては凡庸ながら、1979年の優駿牝馬（オークス）などを制したアグネスレディーを代表に、母として3頭の重賞勝利馬を輩出した。子孫にも数々の活躍馬がおり、本馬を起点とする牝系は「イコマエイカン系」と呼ばれる。

## 経歴
1967年、北海道三石町の明治牧場が本馬を受胎した状態の母・ヘザーランズをイギリスから輸入。同年3月に持込馬として誕生した。1969年よりイコマエイカンの名で競走生活を送ったが、競走能力は凡庸で、初勝利までに8戦を要した。さらに次走の競走後に左前脚を骨折し、引退を余儀なくされた。
同年8月より、三石町の折手牧場に繁殖牝馬として繋養される。馬主の伊藤忠雄が種牡馬リマンドのシンジケートに加入していたことから、同馬と集中的に交配された。初仔のグレイトファイターが小倉大賞典を制して重賞勝利馬となると、2番仔クインリマンドも3勝・桜花賞2着の良績を残す。さらに4番仔タマモリマンドは京阪杯に勝利、5番仔アグネスレディーは優駿牝馬を制して八大競走の優勝馬となった。ほか出走経験のあるイコマエイカンとリマンドの仔は全馬が勝利を挙げ、両馬の配合は顕著なニックス（特に高い親和性を示す配合）として知られた。
1983年3月、心臓麻痺で死亡。その後、アグネスレディーが桜花賞優勝馬アグネスフローラを産んだ。さらにアグネスフローラは東京優駿（日本ダービー）に勝ったアグネスフライトと皐月賞を制したアグネスタキオンの兄弟を産み、日本競馬史上唯一の記録となる牝系3代に渡るクラシック制覇を達成した。また、アグネスタキオンは2008年に内国産馬として史上3頭目の全日本リーディングサイアーを獲得している。

## 産駒一覧
|       | 生年   | 馬名               | 性 | 毛色   | 父               | 戦績（特記）                                       |
| ----- | ------ | ------------------ | -- | ------ | ---------------- | -------------------------------------------------- |
| 初仔  | 1972年 | グレイトファイター | 牡 | 栗毛   | リマンド         | 57戦14勝（うち地方20戦7勝） 小倉大賞典             |
| 2番仔 | 1973年 | クインリマンド     | 牝 | 栗毛   | リマンド         | 17戦3勝 桜花賞2着                                  |
| 3番仔 | 1975年 | タマモリマンド     | 牡 | 栗毛   | リマンド         | 15戦7勝（種牡馬） 京阪杯                           |
| 4番仔 | 1976年 | アグネスレディー   | 牝 | 鹿毛   | リマンド         | 18戦5勝 優駿牝馬 京都記念・春 朝日チャレンジカップ |
| 5番仔 | 1977年 | サクラリマンド     | 牡 | 鹿毛   | リマンド         | 24戦3勝                                            |
| 6番仔 | 1978年 | ボルグスキー       | 牡 | 鹿毛   | テスコボーイ     | 不出走（種牡馬）                                   |
| 7番仔 | 1979年 | ヤングサリー       | 牝 | 栗毛   | リマンド         | 9戦1勝                                             |
| 8番仔 | 1980年 | アグネスチーフ     | 牝 | 鹿毛   | トライバルチーフ | 9戦1勝                                             |
| 9番仔 | 1981年 | ブレーメン         | 牡 | 栃栗毛 | リマンド         | 不出走（種牡馬）                                   |

## 主な系図
牝系図の主要な部分は以下の通り。太字はGI級競走優勝馬。
- イコマエイカン 1967　
  - グレイトファイター 1972（小倉大賞典）
  - クインリマンド 1973（紅梅賞） 
    - ハスキーハニー  1987 
      - ブライアンハニー 1998
        - マイネルハニー 2013（チャレンジC）

  - タマモリマンド 1975（京阪杯）
  - アグネスレディー 1976（優駿牝馬、京都記念（秋）、朝日チャレンジC）
    - アグネスシャレード 1984
      - アグネスパレード 1991（チューリップ賞）

    - アグネスフローラ 1987（桜花賞）
      - アグネスセレーネー 1996 
        - アグネスパサー 2001 
          - アグネスサクラ 2006
            - ブレイキングドーン 2016（ラジオNIKKEI賞）

      - アグネスフライト 1997（東京優駿、京都新聞杯）
      - アグネスタキオン 1998（皐月賞、弥生賞、ラジオたんぱ杯3歳S）

    - アグネスオーロラ 1988
      - アグネスアテーナー 1996
        - アグネスナチュラル 2006
          - テイエムトッキュウ 2018（カペラS）

## 血統表
| イコマエイカンの血統                             | イコマエイカンの血統                              | イコマエイカンの血統                              | （血統表の出典）                                  | （血統表の出典）   |
| 父系                                             | オーエンテューダー系                              | オーエンテューダー系                              | オーエンテューダー系                              |                    |
| 父 Sallymount 1956 栗毛 イギリス                 | 父の父Tudor Minstrel 1944 鹿毛 イギリス           | Owen Tudor                                        | Hyperion                                          | Hyperion           |
| 父 Sallymount 1956 栗毛 イギリス                 | 父の父Tudor Minstrel 1944 鹿毛 イギリス           | Owen Tudor                                        | Mary Tudor                                        |                    |
| 父 Sallymount 1956 栗毛 イギリス                 | 父の父Tudor Minstrel 1944 鹿毛 イギリス           | Sunsonnet                                         | Sansovino                                         | Sansovino          |
| 父 Sallymount 1956 栗毛 イギリス                 | 父の父Tudor Minstrel 1944 鹿毛 イギリス           | Sunsonnet                                         | Lady Juror                                        |                    |
| 父 Sallymount 1956 栗毛 イギリス                 | 父の母Queen of Shiraz 1937 イギリス               | Bahram                                            | Blandford                                         | Blandford          |
| 父 Sallymount 1956 栗毛 イギリス                 | 父の母Queen of Shiraz 1937 イギリス               | Bahram                                            | Friar's Daughter                                  |                    |
| 父 Sallymount 1956 栗毛 イギリス                 | 父の母Queen of Shiraz 1937 イギリス               | Qurrat-al-Ain                                     | Buchan                                            | Buchan             |
| 父 Sallymount 1956 栗毛 イギリス                 | 父の母Queen of Shiraz 1937 イギリス               | Qurrat-al-Ain                                     | Harpsichord                                       |                    |
| 母 *ヘザーランズ Heatherlands 1957 鹿毛 イギリス | 母の父Tenerani 1944 鹿毛 イタリア                 | Bellini                                           | Cavaliere d'Arpino                                | Cavaliere d'Arpino |
| 母 *ヘザーランズ Heatherlands 1957 鹿毛 イギリス | 母の父Tenerani 1944 鹿毛 イタリア                 | Bellini                                           | Bella Minna                                       |                    |
| 母 *ヘザーランズ Heatherlands 1957 鹿毛 イギリス | 母の父Tenerani 1944 鹿毛 イタリア                 | Tofanella                                         | Apelle                                            | Apelle             |
| 母 *ヘザーランズ Heatherlands 1957 鹿毛 イギリス | 母の父Tenerani 1944 鹿毛 イタリア                 | Tofanella                                         | Try Try Again                                     |                    |
| 母 *ヘザーランズ Heatherlands 1957 鹿毛 イギリス | 母の母Dark Brocade 1940                           | Le Ksar                                           | Ksar                                              | Ksar               |
| 母 *ヘザーランズ Heatherlands 1957 鹿毛 イギリス | 母の母Dark Brocade 1940                           | Le Ksar                                           | Queen Iseult                                      |                    |
| 母 *ヘザーランズ Heatherlands 1957 鹿毛 イギリス | 母の母Dark Brocade 1940                           | Light Brocade                                     | Galloper Light                                    | Galloper Light     |
| 母 *ヘザーランズ Heatherlands 1957 鹿毛 イギリス | 母の母Dark Brocade 1940                           | Light Brocade                                     | Trilogy                                           |                    |
| 母系(F-No.)                                      | (FN:1-l)                                          | (FN:1-l)                                          | (FN:1-l)                                          | [ § 2 ]            |
| 5代内の近親交配                                  | Son-in-Law 5×5、Sunstar 5×5、Swynford 5･5（父内） | Son-in-Law 5×5、Sunstar 5×5、Swynford 5･5（父内） | Son-in-Law 5×5、Sunstar 5×5、Swynford 5･5（父内） | [ § 3 ]            |
| 出典                                             | 1. 2. 3.                                          | 1. 2. 3.                                          | 1. 2. 3.                                          | 1. 2. 3.           |

本馬の半妹パープルロック（父アイオニアン）の曾孫に、ダートグレード競走で5勝を挙げたスノーエンデバーがいる。曾祖母ライトブロケードは1934年のエプソムオークス優勝馬。